# Ле-Фреше
Ле-Фреше́ (фр. Le Fréchet, окс. Herishet) — коммуна во Франции, находится в регионе Юг — Пиренеи. Департамент — Верхняя Гаронна. Входит в состав кантона Сен-Мартори. Округ коммуны — Сен-Годенс.
Код INSEE коммуны — 31198.

## География

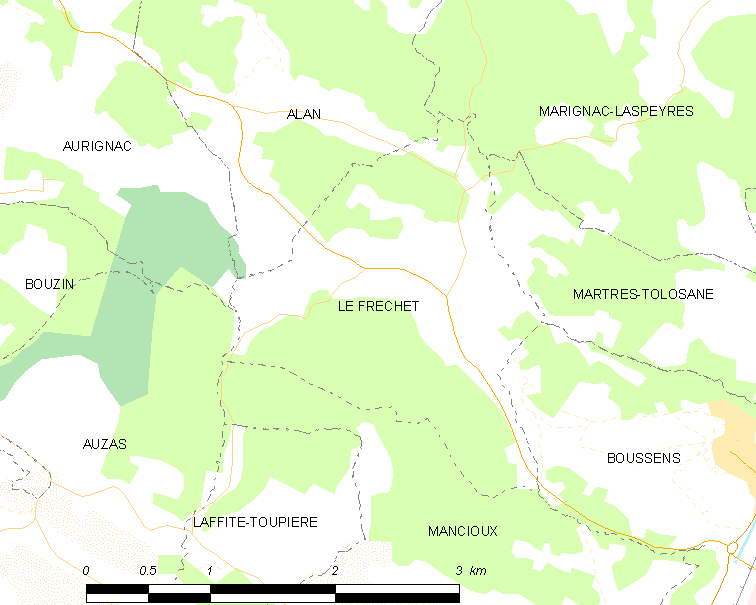
Карта коммуны

Коммуна расположена приблизительно в 640 км к югу от Парижа, в 65 км к юго-западу от Тулузы.

## Климат
Климат умеренно-океанический. Зима мягкая и снежная, весна характеризуется сильными дождями и грозами, лето сухое и жаркое, осень солнечная. Преобладают сильные юго-восточные и северо-западные ветры.

## Население
Население коммуны на 2010 год составляло 114 человек.
| 1962 | 1968 | 1975 | 1982 | 1990 | 1999 | 2010 |
| ---- | ---- | ---- | ---- | ---- | ---- | ---- |
| 85   | 99   | 112  | 114  | 127  | 103  | 114  |

## Администрация
| Период | Период | Фамилия        | Партия | Примечания |
| ------ | ------ | -------------- | ------ | ---------- |
| 1995   | 2014   | Дидье Тома     |        |            |
| 2014   | 2020   | Фредерик Лавай |        |            |

## Экономика
В 2010 году среди 61 человека трудоспособного возраста (15—64 лет) 47 были экономически активными, 14 — неактивными (показатель активности — 77,0 %, в 1999 году было 72,1 %). Из 47 активных жителей работали 40 человек (22 мужчины и 18 женщин), безработных было 7 (6 мужчин и 1 женщина). Среди 14 неактивных 2 человека были учениками или студентами, 8 — пенсионерами, 4 были неактивными по другим причинам.

## Достопримечательности
- Церковь Нотр-Дам